# Erica calycina
Erica calycina là một loài thực vật có hoa trong họ Thạch nam. Loài này được Carl von Linné mô tả khoa học đầu tiên năm 1762.

## Hình ảnh

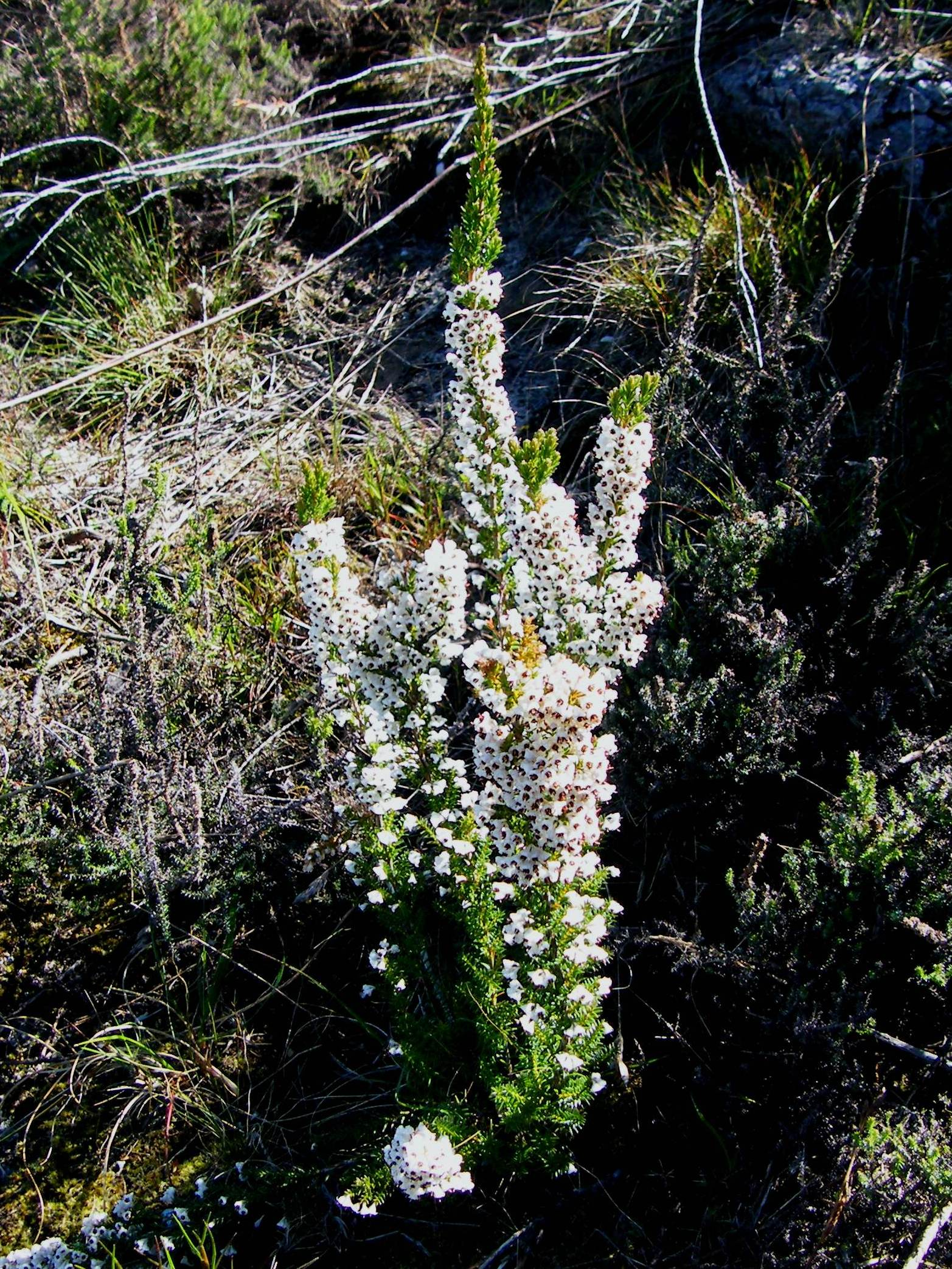